# Democracy: The God That Failed
Democracy: The God That Failed est un ouvrage de Hans-Hermann Hoppe paru en 2001 contenant une série de treize essais portant sur le concept de démocratie.

## Descriptif du contenu du livre
L'ouvrage « décrypte les démocraties modernes à travers leurs différents échecs », qui, selon la vision de son auteur, incluent l'augmentation continuelle du taux de chômage, l'augmentation de la dette publique et les problèmes systémiques des systèmes de sécurité sociale. Hoppe attribue ces échecs de la démocratie à l’existence de groupes de pression qui cherchent à augmenter les dépenses publiques mais aussi à l’existence de régulations et de taxes qui manquent de contrepoids pour en limiter les effets considérés par l'auteur comme pervers.
L'auteur envisage comme solution la sécession politique, « permettant de réattribuer la gestion de la richesse nationale, la transférant d'un État surdimensionné et central à une entité étatique plus petite et à échelle régionale », et « permettant par la même de libéraliser les rapports entre les acteurs économiques, les échanges et les flux migratoires ». Hoppe en conclut que la démocratie est la principale cause de la « décivilisation » qui a commencé au début du XXe siècle après la Première Guerre mondiale, et qui doit être aujourd'hui combattue.
Hoppe définit la démocratie comme « un gouvernement de propriété publique », qu'il compare à la monarchie qu'il définit comme « un gouvernement de propriété privée », concluant que cette dernière est préférable à la démocratie. Cependant, Hoppe souligne que la démocratie et la monarchie sont tous les deux des systèmes caducs et qu'il privilégie pour sa part une autre forme d'organisation qu'il nomme l'Ordre naturel, un système exempté de taxes et de monopoles coercitifs au sein duquel chaque acteur serait libre[réf. nécessaire]. 
Dans l'introduction de son ouvrage, l'auteur liste les différents noms utilisés pour définir cet « Ordre naturel » par opposition à la démocratie en déclin telle qu'il la perçoit : « anarchie organisée », « anarchisme de la propriété privée », « anarcho-capitalisme », « auto-gouvernement », « société de droit privé » et « capitalisme parfait ».

## Titres des chapitres
1. Sur la préférence temporelle, l'État, et le processus de décivilisation
2. Sur la monarchie, la démocratie, et l'idée d'Ordre naturel
3. Sur la monarchie, la démocratie, l'opinion publique et la délégitimation
4. Sur la démocratie, la redistribution et la destruction de la propriété
5. Sur la centralisation et la sécession
6. Sur le socialisme et la désocialisation
7. Sur la libre immigration et l'intégration forcée
8. Sur le libre échange et les restrictions de l'immigration
9. Sur la coopération, les peuples, les villes, et l’État
10. Sur le conservatisme et le libertarianisme
11. Sur les erreurs du libéralisme classique et l'avenir de la liberté
12. Sur l'État et la mise en place d'une défense privée
13. Sur l'impossibilité d'un État bridé et des perspectives d'une révolution

## Historique des publications
Éditions en anglais
- Transaction Publishers, Rutgers, N.J., 2001 : relié :  (ISBN 0-7658-0088-8).
- Transaction Publishers, Rutgers, N.J., 2001 : de poche :  (ISBN 0-7658-0868-4).

Édition en français
- Relié :   (ISBN 979-8622535567).

Édition en allemand
- Relié :  (ISBN 3-933497-86-8).

Édition en italien
- Cloth :  (ISBN 88-85140-77-7).

Éditions en coréen
- Relié :  (ISBN 89-300-8022-7).
- De poche :  (ISBN 89-300-8001-4).

Édition en espagnol
- Cloth :  (ISBN 84-933774-0-6).

Édition en polonais
- Varsovie, 2006 :  (ISBN 83-89812-21-5).